# 91 Suite (album)
91 Suite è il primo album dell'omonimo gruppo musicale spagnolo hard rock 91 Suite.

## Tracce
1. The Day She Left – 3:38
2. Down to You – 4:25
3. Time to Say Goodbye – 4:44
4. Lost in the Silence – 5:44
5. Hard Rain – 4:12
6. Chances – 4:12
7. Hurt and Pain – 5:03
8. All Is Gone – 4:50
9. Give Me the Night – 4:25
10. I Will Stand by You – 4:46
11. Chance of a Lifetime – 5:58
12. Wherever I Am – 4:31
13. Dreaming (bonus track) – 4:46

## Formazione
- Jesus Espin – voce
- Mario Martinez – batteria
- Antonio M. Ruiz – basso
- Ivan Gonzalez – chitarra
- Paco Cerezo – chitarra
- Dani Marata – tastiera